# Кутлыев, Нобат
Нобат Кутлыев — советский хозяйственный, государственный и политический деятель, Герой Социалистического Труда.

## Биография
Родился в 1910 году в ауле Ясы-тепе. Член КПСС.
С 1922 года — на хозяйственной, общественной и политической работе. В 1922—1967 гг. — батрак, колхозник, агротехник колхоза, председатель колхоза имени Жданова Чарджоуского района Чарджоуской области.
Указом Президиума Верховного Совета СССР от 14 февраля 1957 года присвоено звание Героя Социалистического Труда с вручением ордена Ленина и золотой медали «Серп и Молот».
Избирался депутатом Верховного Совета СССР 2-го, 3-го и 4-го созывов, Верховного Совета Туркменской ССР 5-го, 6-го и 7-го созывов.
Умер в колхозе имени Жданова в 1967 году.